# Lars Andersen
Lars Andersen, né en 1964, est un artiste peintre et archer danois principalement connu pour ses définitions de l'archerie.

## Tir à l'arc
Dans une vidéo diffusée sur le site Youtube, appelée « A New Level of Archery » (Un nouveau niveau d'archerie), il montre des techniques, qu'il dit anciennes, d'archerie à l'aide d'un arc mongol recourbé, dont certaines auraient été oubliées. Il démontre que dans de nombreux cas, les archers conservaient plusieurs flèches dans leurs mains dans les situations de combat par différentes peintures, gravures et enluminures historiques et montre l’efficacité de la technique par une démonstration.
Il a notamment entraîné l'acteur Taron Egerton, interprète de Robin des bois au maniement de l'arc pour le film Robin des bois de 2018.

## Critiques et controverses
Les fondements historiques de la technique d'archerie de Lars Andersen sont régulièrement critiqués par des historiens de la guerre  et les fact-checkers.
Sa méthode de recherche historique se base d'abord sur des illustrations et des enluminures qui ne montrent pas toujours la même chose que ce que les traités d'archerie de la même époque mentionnent, et Andersen semble systématiquement privilégier les sources iconographiques aux sources textuelles. En outre, ll ne mentionne jamais de références précises dans ses travaux.
Ensuite, Andersen ne précise pas la puissance des arcs qu'il utilise pour ses reconstitutions historiques, ce qui ne permet pas de comparer son matériel à celui des époques dont il s'inspire, donc de confirmer si ses techniques auraient pu être utilisées par le passé. Ses techniques rapides sont, par exemple, inapplicables avec les longbows anglais, de grande puissance (120 à 150 livres) mais assez lents à opérer, et efficaces surtout à longue distance. L'arc utilisé par Andersen se rapproche des arcs utilisés par les archers à cheval asiatiques et sa puissance est estimée à 45 livres, insuffisant pour traverser des armures plaquées européennes médiévales.
Les historiens font aussi remarquer que les performances individuelles de l'archer étaient bien moins importantes que l'effet de groupe, les archers ayant été utilisés en rangs serrés et statiques qui tiraient des pluies de flèches pour faire barrage aux ennemis. L'existence d'archers d'élite capable de tirer en rafale et au corps à corps n'est mentionnée dans aucun texte connu. De telles performances semblent aussi peu réalistes dans le cadre d'engagements militaires prolongés dans le temps, où l'endurance prime sur la performance explosive. En outre, en Europe, les archers étaient des fantassins issus de la paysannerie, dont la formation militaire sommaire est incompatible avec l'idée d'un guerrier d'élite.
L'émission américaine Mythbusters, de la chaîne Discovery Channel, a démontré que sa technique où il s'empare d'une flèche en vol à main nue est mécaniquement impossible avec une flèche tirée à pleine puissance : même en supposant que le temps de réaction de l'humain soit quasi nul, la vitesse de fermeture des doigts est cinq fois inférieure à la vitesse de déplacement de la flèche, donc la flèche glisse dans la main en brûlant la chair. Ceci n'est donc possible qu'avec une flèche tirée à faible vitesse par un complice entraîné, comme Andersen l'a lui-même admis plus tard. De la même manière, un certain nombre des figures spectaculaires d'archerie de Lars Andersen (trick-shootings) ne sont possibles que dans des conditions très particulières et maîtrisées, pas forcément représentatives de la réalité des combats à l'arc.
Les cadences de tir de flèches qu'Andersen affirme avoir trouvées dans des manuscrits médiévaux (par exemple trois flèches en 1,5 seconde) sont impossibles puisque les premiers chronomètres précis à la seconde sont des horloges à balancier inventées au milieu du XVIIe siècle. Ces allégations sont donc simplement invalidées par l'impossibilité d'une telle mesure au Moyen Âge.
Même si les compétences et les records de Lars Andersen ne sont pas critiqués, ce sont ses affirmations sur l'existence historique de ses techniques et leur utilisation en combat qui sont mises en doute en raison :
- du manque de preuves historiques susceptibles de corroborer ses allégations,
- de l'existence de traités d'archerie qui mentionnent le contraire,
- de l'inadéquation entre certaines de ses techniques, le matériel employé et la réalité connue des combats (archers massés en formation à distance),
- du travail de synthèse entre des techniques d'archerie issues de différentes périodes et civilisations qui rendent la technique de Lars Andersen anachronique.

Lars Andersen a donc inventé une technique d'archerie originale, basée sur une compilation de méthodes anciennes réinterprétées, mais pas redécouvert des techniques oubliées comme il le prétend parfois.